# John Brendan Kelly
John Brendan Kelly (také Jack Kelly, 4. října 1889 Filadelfie — 20. června 1960 Filadelfie) byl americký veslař, který získal tři zlaté olympijské medaile a vyhrál 126 závodů v řadě.

## Život
Pocházel z početné rodiny irských přistěhovalců, pracoval od mládí jako zedník, bojoval v první světové válce. Věnoval se veslování na řece Schuylkill River, boxu i americkému fotbalu. Pro svůj původ se obtížně prosazoval, neboť veslování bylo tehdy pokládáno za sport pro elitu — nebyla mu například povolena účast na prestižní regatě v britském Henley. Závodil za klub Vesper Boat Club, pro který od roku 1916 opakovaně získal titul mistra USA ve skifu, v roce 1920 vyhrál na domácí trati první ročník závodu Philadelphia Gold Cup Challenge. Na olympiádě 1920 zvítězil v soutěži skifařů a spolu s bratrancem Paulem Costellem získal zlato i na dvojskifu; je jediným veslařem v historii, který vyhrál dvě disciplíny na jediné olympiádě. V roce 1924 dvojskif Kelly—Costello olympijské prvenství obhájil, Kelly tak jako první veslař historie získal tři zlaté medaile.
Sportovní kariéru ukončil, aby se mohl věnovat své stavební firmě. Díky poválečnému stavebnímu rozmachu, schopnostem tvrdého vyjednavače a sňatku s bohatou dědičkou se stal multimilionářem. Angažoval se rovněž v politice, roku 1935 neúspěšně kandidoval za demokraty na starostu Filadelfie. Stal se předsedou amerického veslařského svazu, také byl zvolen do United States Olympic Hall of Fame. Po jeho smrti byla na břehu Schuylkill River odhalena jeho bronzová socha.
Měl čtyři děti, syn John Brendan Kelly mladší se rovněž stal veslařem, na olympiádě 1956 získal bronzovou medaili na skifu, po skončení aktivní kariéry byl předsedou Amateur Athletic Union. Dcera Grace Kellyová se proslavila jako hollywoodská herečka (roku 1954 získala Oscara za roli ve filmu The Country Girl), roku 1956 se provdala za monackého knížete Rainiera III. a získala šlechtický titul.